# الكشح
قرية الكشح هي إحدى القرى التابعة لمركز دار السلام بمحافظة سوهاج في جمهورية مصر العربية. حسب إحصاءات سنة 2006، بلغ إجمالي السكان في الكشح 26562 نسمة، منهم 13266 رجل و13296 امرأة. شهدت القرية أحداث عنف واضطرابات في 31 ديسمبر 1999 بين بعض أفراد القرية من المسلمين والمسيحيين نتج عنها حالات وفاة وإصابات، فيما عُرِف إعلاميًا بحادثة الكشح.